# Mezclador de masas

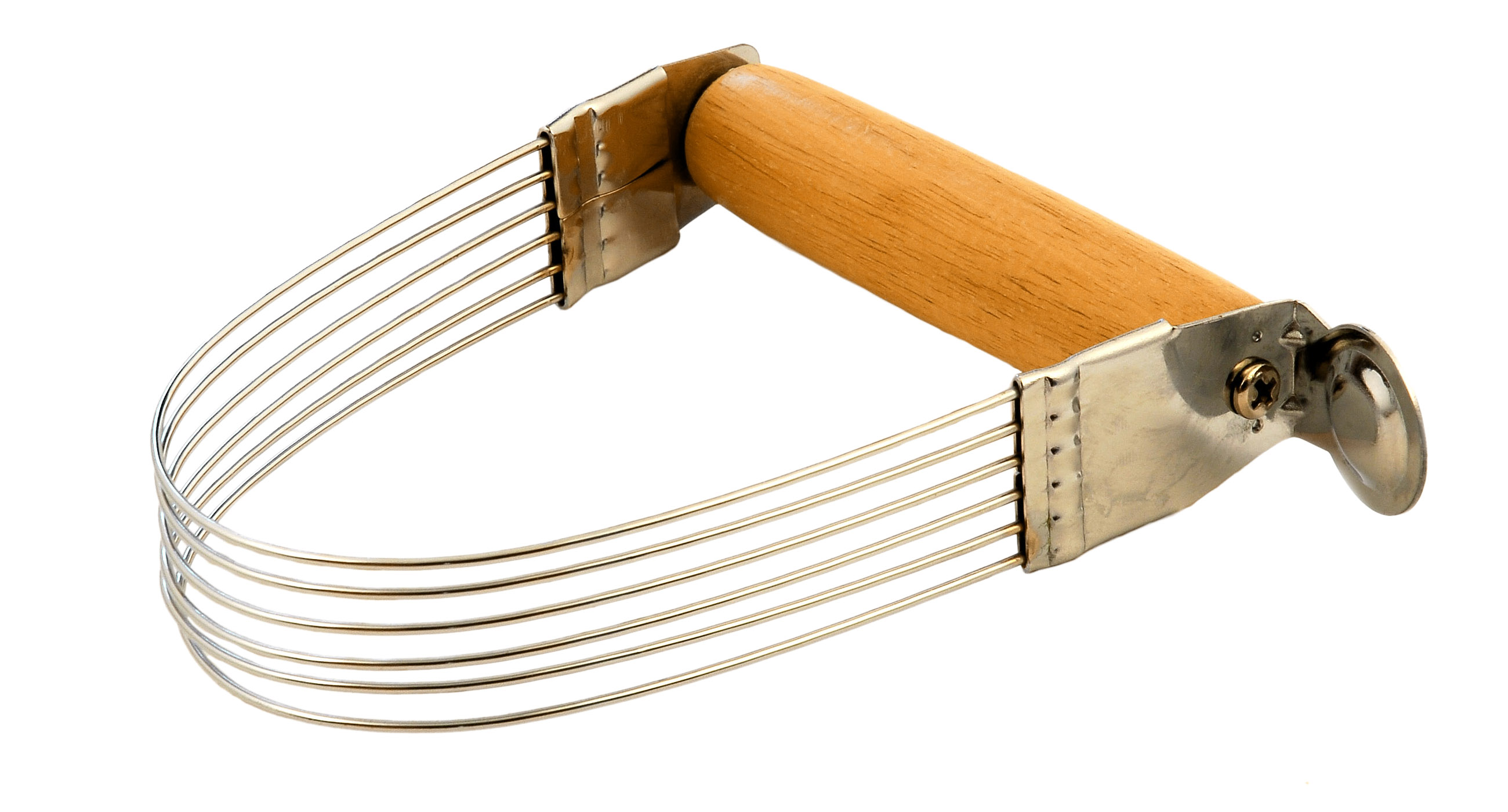
Un mezclador de masas

El mezclador de masas es un instrumento de cocina empleado en la elaboración de algunas masas alimentarias. El instrumento mezcla por una parte los materiales grasos (sólidos) en la harina. Se emplea en la elaboración de algunas masas como la brisa.